# Lillian Alling
Lillian Alling była polską imigrantką, która we wczesnych latach XX wieku usiłowała wrócić pieszo z Ameryki Północnej do ojczyzny.  Jej wędrówka rozpoczęła się w Nowym Jorku, skąd Alliing ruszyła na zachód, przez Kanadę, potem na północ przez Kolumbię Brytyjską, Yukon, na zachód ponownie przez Alaskę, a w końcy przez Cieśninę Beringa do Rosji.
Lillian Alling przeszła ze stanu Nowy Jork do Kanady w Niagara Falls w Wigilię Bożego Narodzenia 1926 roku. Odpowiadając na pytania urzędnika celnego, Alling podała, że jej ostatnim miejscem zamieszkania było Rochester w stanie Nowy Jork, była katoliczką, miała 30 lat i urodziła się w Polsce.
W 1927 roku Lillian podróżowała przez Kanadę, docierając do Hazelton w Kolumbii Brytyjskiej.  Po krótkim aresztowaniu i pobycie w więzieniu Lillian ponownie skierowała się na północ. 
Fragment książki Susan Smith-Josephy Lillian Alling: the journey home (2011) sugeruje jedną z możliwości co do dalszych losów Alling: 

Pomimo napiętych stosunków między USA i Związkiem Radzieckim w 1929 r. Rdzenni mieszkańcy obu krajów podróżowali regularnie przez cieśninę każdego roku od czerwca do listopada, kiedy to woda była zwykle wolna od lodu - w celu handlu i kupuj zapasy.  Ruch ten został albo zignorowany, albo niewykryty przez władze po obu stronach cieśniny.

Podróż między tymi dwoma krajami była powszechna i byłoby całkiem normalne, gdyby Alling przekroczyła Cieśninę.  Jednak to, co stało się z nią, po dotarciu do ZSRR, pozostaje zagadką.